# Van Oord (geslacht)

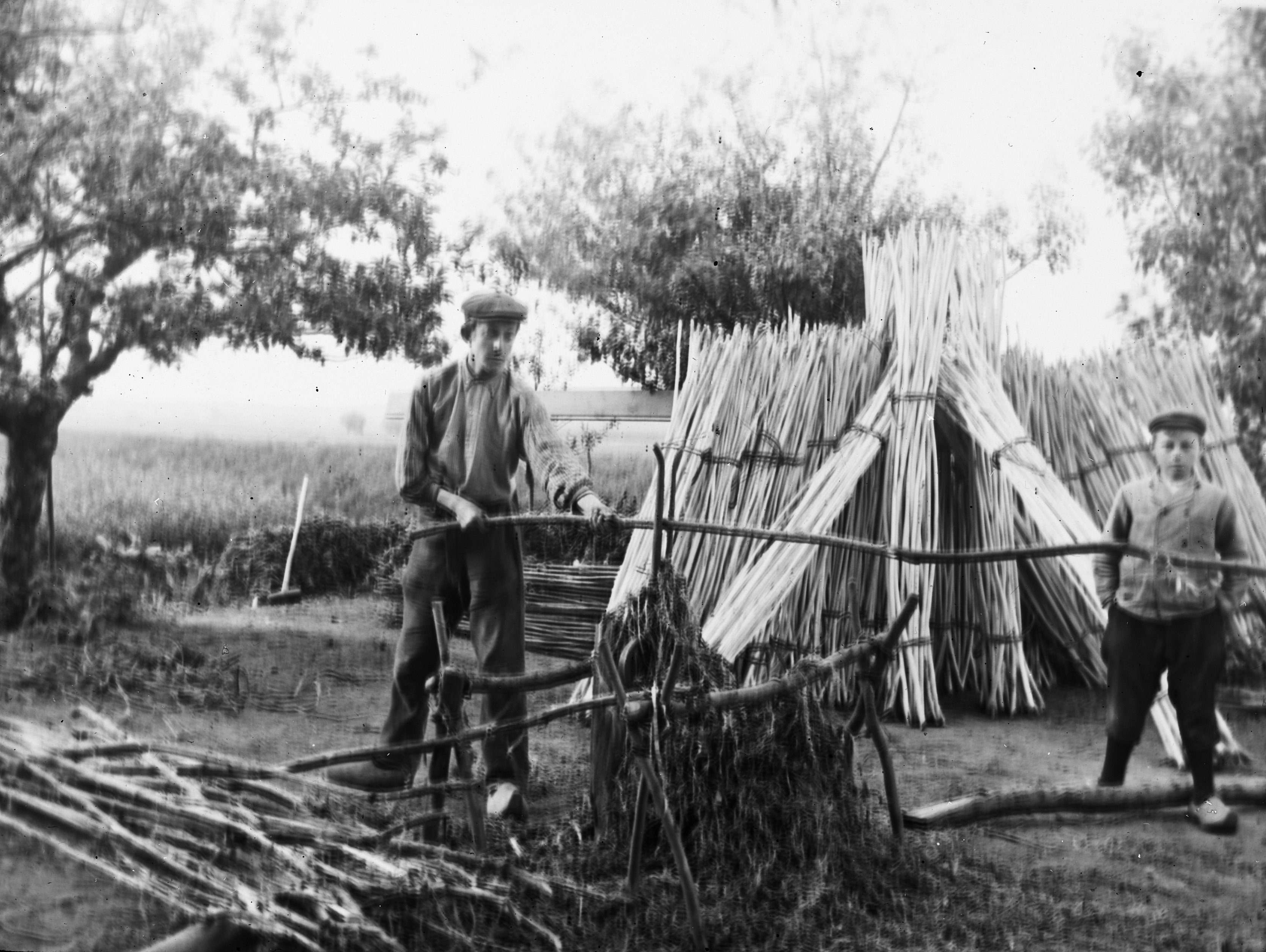
Het schillen van wilgenteen

De familie Van Oord is een ondernemersgeslacht uit het Noord-Brabantse Werkendam. Leden van de van oorsprong streng gereformeerde familie waren vanouds werkzaam als rijswerkers. Uit deze familie is het bedrijf Van Oord voortgekomen. De basis van het bedrijf werd gelegd door Govert van Oord (1840-1912). Hij startte een eigen griendbedrijf. Na zijn dood werd dit voortgezet door zijn vier zoons, die allen bedrijven oprichtten met de naam 'Van Oord' of varianten daarvan. De meeste destijds opgerichte bedrijven zijn anno 2025 onderdeel van het bedrijf Koninklijke Van Oord, dat nog steeds grotendeels (78%) eigendom is van de familie Van Oord. 

## Geschiedenis

### Genealogie
Veel zonen heetten Govert of Koos, vandaar dat in onderstaande lijst steeds de geboortedatum genoemd wordt. Een naam tussen haakjes is een jong gestoven familielid.
Govert(1840-1912) x Cornelia Baijense 
- Jan Jasper (1879-1954) x Francina Hogenboom Jan Jasper richtte in 1948 samen met zijn broer Marius Jan Aannemers- en Handelsbedrijf Van Oord Werkendam op (ook wel genaamd Van  Oord Laantje, naar hun huisadres Laatjes 2 in Werkendam)
  - Govert (1911-1987) x Lina Groeneveld
    - Govert Jacob Cornelis (1949-1973)

  - Jacob (1912-1991)
  - Cornelis Arie (Kees) (1919-1989)
- Marius Jan (1883-1955) x Wilhelmina Segers
  - Govert (1922-1984) x Levina Nagelkerke
  - Rengert (1924-1983) x A. van Bergeijck
  - Marius Jan (1929-1953)
- (Gerrit Jan 1886)
- Jacobus Gerrit (Jac G. of Koos) (1893-1966) x Apolonia Visser Jac  G. richtte na de splitsing van het bedrijf van zijn vader in 1948 de Aannemings- en Handelsmaatschappij Jac. G. van Oord op
  - Govert (1920-1994)
  - Jan (1922-2021) x Korneliske Damminga
    - Jacobus Gerrit (Koos) (1949- ) x Marianne van Putten   Directeur Van Oord 2003-2008
      - Govert  (1970) Directeur Van Oord (2024)
      - Sander
      - Lodewijk Jan

    - Lieuwe (1952-2011)
    - Rijk (1953-
    - Philips Marnix Aldegondus  (1954 -
    - Jan Kornelis (1957- )

  - (Jacobus Gerrit 1930)
  - Jacobus Gerard  (Koos) (1934 - ) x Anne Marie Groen
    - Pieter (1961 -) Directeur Van Oord 2008- 2024

  - Andries (1936 - )
- Govert (1895-1960) x Annigje Eggink

### Ondernemers
Na het overlijden van Govert in 1912 werd het bedrijf voortgezet door zijn zonen Jan Jasper, Marius Jan en Jac G. Door militaire dienstplicht en de mobilisatie t,g.v. het uitbreken van de Eerste Wereldoorlog werd Jac G pas actief in het bedrijf na 1918.  De jongste zoon Govert studeerde toen nog. In 1919 werd een nieuw bedrijf opgericht, de Gebr. van Oord. Hierin waren de drie oudste broers ieder voor 2/7 deel firmant, en Govert voor 1/7 deel. Op aandringen van Jac G werd de export van griendprodukten zelf ter hand genomen, en werden de bestaande exporteurs gepasseerd. Door de malaise van de twintiger jaren begon het bedrijf zicht ook meer te richten op het aannemen van zinkwerk, meestal in onderaanneming van waterbouwaannemers. In 1934 en 1935 werd zinkwerk in België uitgevoerd in samenwerking met Ackermans & Van Haaren (het latere DEME). In 1936 begon de firma met het aannemen van grondwerk.:27

### Walcheren
Gedurende de Tweede Wereldoorlog zaten veel familieleden in het verzet, door hun goede kennis van de Biesbosch waren velen nauw betrokken bij de crossings. Vier neven ontsnapten zo eind 1944 via de Biesbosch naar bevrijd gebied. Cornelis Arie (Kees) trad in bevrijd gebied in dienst van de Dienst Droogmaking Walcheren en had tot 1 juni 1945 de leiding over het zinkwerk in het Nollegat. Reng had van 26 maart 1945 tot 1 juni 1945 een functie bij de rijshoutvoorziening voor de sluitgaten op Walcheren. Kees informeerde zijn broer Govert en zijn oom Jac G. over de situatie op Walcheren. Daarom gingen beide direct na de bevrijding op 10 mei 1945 met een eigen sleepbootje naar Walcheren. Hierdoor zijn er in een vroeg stadium contracten gesloten met de Dienst Droogmaking Walcheren, nog voordat er een contract was tussen de DDW en de MUZ. De Gebr. van Oord waren uiteindelijk berokken bij het zinkwerk in Westkapelle (Govert 1895 en Jan 1922) en in Rammekens (Kees en Reng). Bij dit laatste sluitgat speelde hun zinkbaas Gerrit Visser een belangrijke rol. Deze figureert ook in "Het verjaagde water" als Klaas Otterkop. Hier ontstond ook een sterke discrepantie tussen de zeer gelovige familie Van Oord en de leiding (en concurrenten) van de MUZ. Jan van Oord verteld hierover dat er kort voor de sluiting van de bres bij Westkapelle een gebedsdienst werd gehouden o.l.v. ds. Reus voor al het personeel, dat zeker in Westkapelle voor een groot deel streng gelovig was. De hoofduitvoerder van de MUZ (van Hattem) liep daar vloekend tussendoor omdat hij kwaad was over de zo verloren tijd.
In 1948 is de firma van Govert van Oord gesplitst in drie bedrijven, een Werkendamse tak, een Kruiningse tak en een Utrechtse tak, Dit bleek nodig omdat de inzichten van Jan Jasper, Marius Jan verschilden van die van Jac G. De eesten wilden zich focussen op de handel en griendhout, terwijl de laatste de toekomst zag in de aannemerij. De Kruiningse tak werd later Van Oord Dordrecht. Bovendien was zo een betere verdeling van de verantwoordelijkheden te regelen.:33

### Aannemingscombinatie Zinkwerken
In 1959 werd de Aannemingscombinatie Zinkwerken (ACZ) opgericht als een samenwerking was tussen Van Oord Utrecht en een aantal zinkwerkaannemers uit Werkendam. Na de Tweede Wereldoorlog was er een opkomst van zwaar materieel (soms dumpmateriaal), maar ook nieuwe ontwikkelingen. Andries volgde de opleiding aan de HTS, en werd door zijn vader voor stage naar Engeland gestuurd om bij fabrikanten van grondverzetmachines kennis op te doen.:42